# 7169 Linda
A 7169 Linda (ideiglenes jelöléssel 1986 TK1) a Naprendszer kisbolygóövében található aszteroida. Edward L. G. Bowell fedezte fel 1986. október 4-én.